# Tidarren dasyglossa
Tidarren dasyglossa là một loài nhện trong họ Theridiidae.
Loài này thuộc chi Tidarren. Tidarren dasyglossa được miêu tả năm 2006 bởi Knoflach & Antonius van Harten.